# Королевский медицинский институт (Бутан)
Королевский медицинский институт является одним из двух, вместе с Институтом народной медицины, медицинских учебных заведений Бутана. Институт был создан в Тхимпху в 1974 году, в нём работают дипломированные врачи, медицинские сёстры и фельдшеры.
В 1998 году институт получил премию Всемирной организации здравоохранения за успехи в оказании первой медицинской помощи. Инфраструктура здравоохранения в Бутане в последние годы постоянно повышается, растёт количество медицинского персонала, по состоянию на 2005 год в Бутане на 1000 жителей было 2 врача. Институт не обучает врачей, поэтому они проходят образование в Бангладеш, Индии, Шри-Ланке и Мьянме по программе MBBS.

## Курсы
В институте проходят подготовку ассистенты акушеров и медсестёр, которые в дальнейшем имеют возможность получить степень бакалавра. Студенты, окончившие курсы, могут подать заявку на получение последипломного образования в Австралии.
Каждые два года в институте проводятся курсы, на которых предоставляют базовые знания по фармакологии, физиологии, анатомии и оказанию первой медицинской помощи.
В институте студенты имеют возможность получить образование в области физиотерапии, после чего они направляются на работу в разные районы страны.
Институт организовывает так называемые «поезда здоровья», которые оказывают медицинские услуги жителям различных районов Бутана. Они содержат стоматологический, офтальмологический, рентгеновский кабинеты и другие лаборатории.